# رهاسازی دام در جنگل

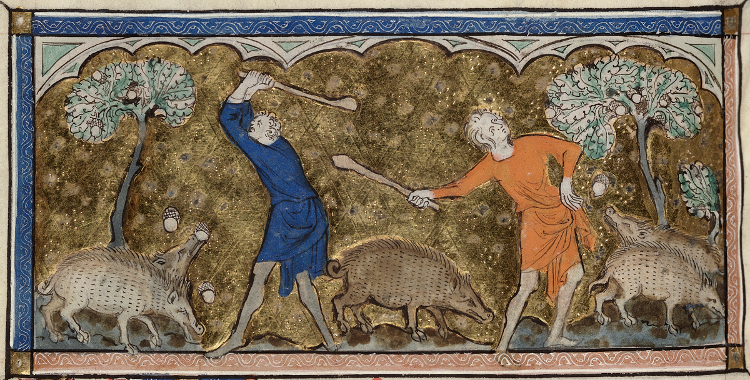
مردانی که بلوط‌ها را به زمین می‌ریزند تا خوک‌ها را تغذیه کنند، متعلق به سدهٔ چهاردهم ، ملکه مری پسالتر، ام.اس. Royal 2 B VII f.81v

رهاسازی دام در جنگل (به انگلیسی: Pannage) عمل رها کردن دام - خوک در جنگل است تا بتوانند از بلوط‌های افتاده، راش، شاه بلوط یا دیگر آجیل‌ها تغذیه کنند. از نظر تاریخی، این حق یا امتیازی بود که به مردم محلی در زمین‌های مشترک یا جنگل‌های سلطنتی در بسیاری از مناطق اروپا اعطا می‌شد. این عمل از نظر تاریخی در اروپای آلمانی‌زبان به عنوان Eichelmast یا Eckerich شناخته می‌شد، در حالی که هزینه تغذیه دام‌های خود به این روش از نظر تاریخی به عنوان žirovina در کرواسی و اسلوونی شناخته می‌شد.
رهاسازی دام در جنگل (Pannage) دیگر در بیشتر مناطق انجام نمی‌شود، اما هنوز هم در جنگل‌های جدید در جنوب انگلستان دیده می‌شود، جایی که به عنوان رایج میوه‌ریزی نیز شناخته می‌شود. هنوز هم بخش مهمی از بوم‌شناسی جنگل است و به دامداری دیگر دام‌های جنگلی جدید کمک می‌کند - خوک‌ها می‌توانند با خیال آسوده بلوط را به عنوان بخش بزرگی از رژیم غذایی خود بخورند، در حالی که مقادیر بیش از اندازه ممکن است برای اسبچه‌ها و گاو سمی باشد.